# Вињица
Вињица (слч. Vinica) насељено је мјесто са административним статусом сеоске општине (слч. obec) у округу Вељки Кртиш, у Банскобистричком крају, Словачка Република.

## Становништво
| Година:    | 1994. | 2004.   | 2014.   | 2024.   |
| ---------- | ----- | ------- | ------- | ------- |
| Број људи: | 1976  | 1927    | 1826    | 1748    |
| Разлика:   |       | -2,47 % | -5,24 % | -4,27 % |

| Година:    | 2023. | 2024.   |
| ---------- | ----- | ------- |
| Број људи: | 1759  | 1748    |
| Разлика:   |       | -0,62 % |

Према подацима о броју становника из 2011. године насеље је имало 1.853 становника.